# Mehdi Boukamir
Mehdi Boukamir (in arabo مهدي بوقامير‎?; Jemeppe-sur-Sambre, 26 gennaio 2004) è un calciatore marocchino con cittadinanza belga, difensore del Pafos in prestito dal Charleroi.

## Carriera

### Club
Boukamir è cresciuto nel settore giovanile del Charleroi, con cui ha firmato il primo contratto professionistico nel febbraio del 2021. Ha debuttato il 21 ottobre 2022 nell'incontro di Pro League perso 4-1 contro il Cercle Bruges.

### Nazionale
Ha giocato nelle nazionali giovanili belghe Under-18 ed Under-19; in seguito ha scelto di rappresentare il Marocco, giocando anche nella nazionale Under-23 del Paese africano.
Nel 2024 è stato convocato dalla nazionale olimpica marocchina per partecipare ai Giochi della XXXIII Olimpiade, in cui ha vinto la medaglia di bronzo.

## Statistiche

### Presenze e reti nei club
Statistiche aggiornate al 24 luglio 2024.
| Stagione        | Squadra         | Campionato      | Campionato | Campionato | Coppe nazionali | Coppe nazionali | Coppe nazionali | Coppe continentali | Coppe continentali | Coppe continentali | Altre coppe | Altre coppe | Altre coppe | Totale | Totale | Totale |
| Stagione        | Squadra         | Comp            | Pres       | Reti       | Comp            | Pres            | Reti            | Comp               | Pres               | Reti               | Comp        | Pres        | Reti        | Pres   | Reti   |        |
| --------------- | --------------- | --------------- | ---------- | ---------- | --------------- | --------------- | --------------- | ------------------ | ------------------ | ------------------ | ----------- | ----------- | ----------- | ------ | ------ | ------ |
| 2022-2023       | Charleroi       | D1              | 10         | 0          | CB              | 0               | 0               |                    | -                  | -                  |             | -           | -           | 10     | 0      |        |
| 2023-2024       | Charleroi       | D1              | 12         | 0          | CB              | 2               | 0               |                    | -                  | -                  |             | -           | -           | 14     | 0      |        |
| Totale carriera | Totale carriera | Totale carriera | 22         | 0          |                 | 2               | 0               |                    | -                  | -                  |             | -           | -           | 24     | 0      |        |

## Palmarès

### Club

#### Competizioni nazionali
- Campionato cipriota: 1

Pafos: 2024-2025